# ENECO Tour 2005
Die 1. Eneco Tour, auch Benelux-Rundfahrt, fand vom 3. bis 10. August 2005 statt. Sie wurde in einem Prolog und sieben Etappen über eine Distanz von 1.186 km ausgetragen. Der Schwerpunkt der Rundfahrt lag in den Ardennen. Neben den 20 UCI ProTeams nahmen Shimano-Memory Corp, Chocolade Jacques und MrBookmaker.com teil. 136 Fahrer erreichten das Ziel in Etten-Leur.
Folgende Wertungstrikots wurden vergeben:
- Rotes Trikot für den ersten der Gesamtwertung
- Weiß-Rotes Trikot für den ersten der Bergwertung
- Blaues Trikot für den ersten der Punktewertung
- Gelbes Trikot für den ersten der Nachwuchswertung

## Etappen
| Etappe    | Tag        | Start–Ziel                                | km         | Etappensieger     | Gesamtwertung    |
| --------- | ---------- | ----------------------------------------- | ---------- | ----------------- | ---------------- |
| Prolog    | 3. August  | Mechelen (B)                              | 5,7 (EZF)  | Rik Verbrugghe    | Rik Verbrugghe   |
| 1. Etappe | 4. August  | Geel (B) – Geldrop-Mierlo (NL)            | 170        | Max van Heeswijk  | Max van Heeswijk |
| 2. Etappe | 5. August  | Geldrop-Mierlo (NL) – Sittard-Geleen (NL) | 180        | Simone Cadamuro   | Max van Heeswijk |
| 3. Etappe | 6. August  | Beek (NL) – Landgraaf (NL)                | 210        | Allan Davis       | Rik Verbrugghe   |
| 4. Etappe | 7. August  | Landgraaf – Verviers (B)                  | 217        | Alessandro Ballan | Rik Verbrugghe   |
| 5. Etappe | 8. August  | Verviers – Hasselt (B)                    | 195        | Max van Heeswijk  | Rik Verbrugghe   |
| 6. Etappe | 9. August  | Sint-Truiden (B) – Hoogstraten (B)        | 182        | Stefan van Dijk   | Rik Verbrugghe   |
| 7. Etappe | 10. August | Etten-Leur (NL)                           | 26,3 (EZF) | Bobby Julich      | Bobby Julich     |